# 汉诺威工业博览会

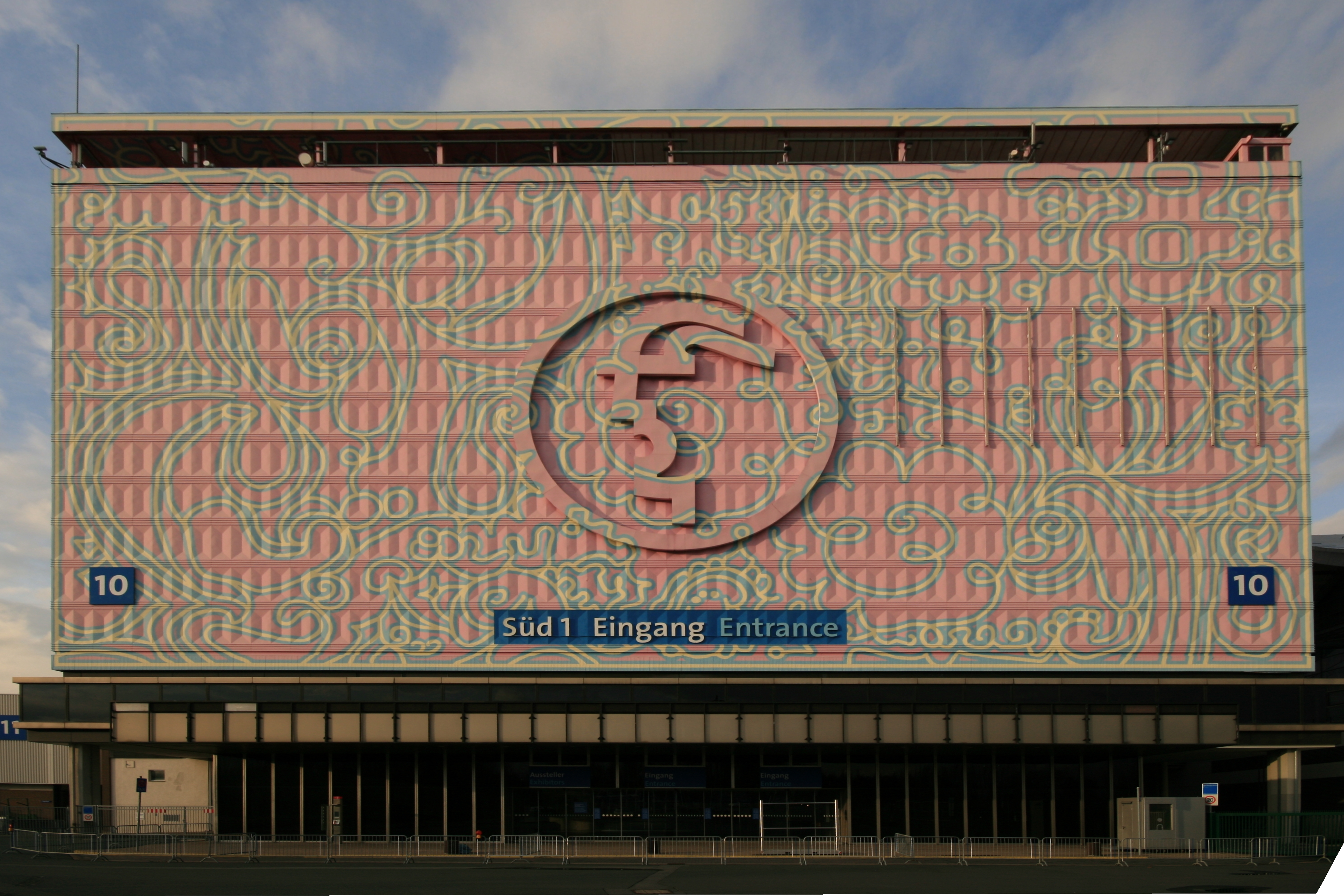
漢諾威工業博覽會的入口

漢諾威工業博覽會（德語：Hannover Messe，英文：Hanover Fair），世界上規模最大的工業技術博覽會。現在，它每年在德國北部城市漢諾威的漢諾威展覽中心舉行。通常，漢諾威工業博覽會擁有約6000個參展商及約200,000個參觀者。

## 历史
创建于1947年。第一次博覽會位於漢諾威南部的一座未被戰爭摧毀的工廠內。這次展覽會由英國軍政府組織，為了復興戰後的德國經濟。第一次博覽會被通俗地稱作「魚麵包博覽會」（Fischbrötchenmesse），這是由於這次博覽會上沒有食物配給的限制。第一次博覽會成功舉辦之後，漢諾威工業博覽會每年舉辦一次，並促使漢諾威成功發展成為展覽會之城。
1980年代，隨著資訊技術的發展，展覽會的組織者德意志展覽股份公司決定拆分部分展覽。CeBIT便是其中成功的一個分支。但自2019年起，停辦CeBIT，展覽內容併入漢諾威工業博覽會。

## 外部連結
- 漢諾威工業博覽會官方網站 （页面存档备份，存于） （德文）
- 漢諾威工業博覽會官方網站 （页面存档备份，存于） （简体中文）